# Wilhelm Benjamin Gautzsch
Wilhelm Benjamin Gautzsch (* 15. Februar 1771 in Hoya, Hannover; † 14. Oktober 1835 in Leiden, Holland) war ein schweizerisch-deutscher Pädagoge, der auch in Italien und den Niederlanden wirkte.

## Leben
Seine Eltern waren der lutherische Superintendent Dr. Friedrich Benjamin Gautzsch (1731–1789) und die Konsistorialratstochter Hedwig Maria Ribow. Gautzsch studierte 1790–1792 in Helmstedt Theologie. 1792 unterrichtete er an der Erziehungsanstalt von Pastor Christian Rudolf Karl Wichmann (1744–1800) in Celle, später in Göttingen.

### Kantonsschullehrer in Aarau und Chur

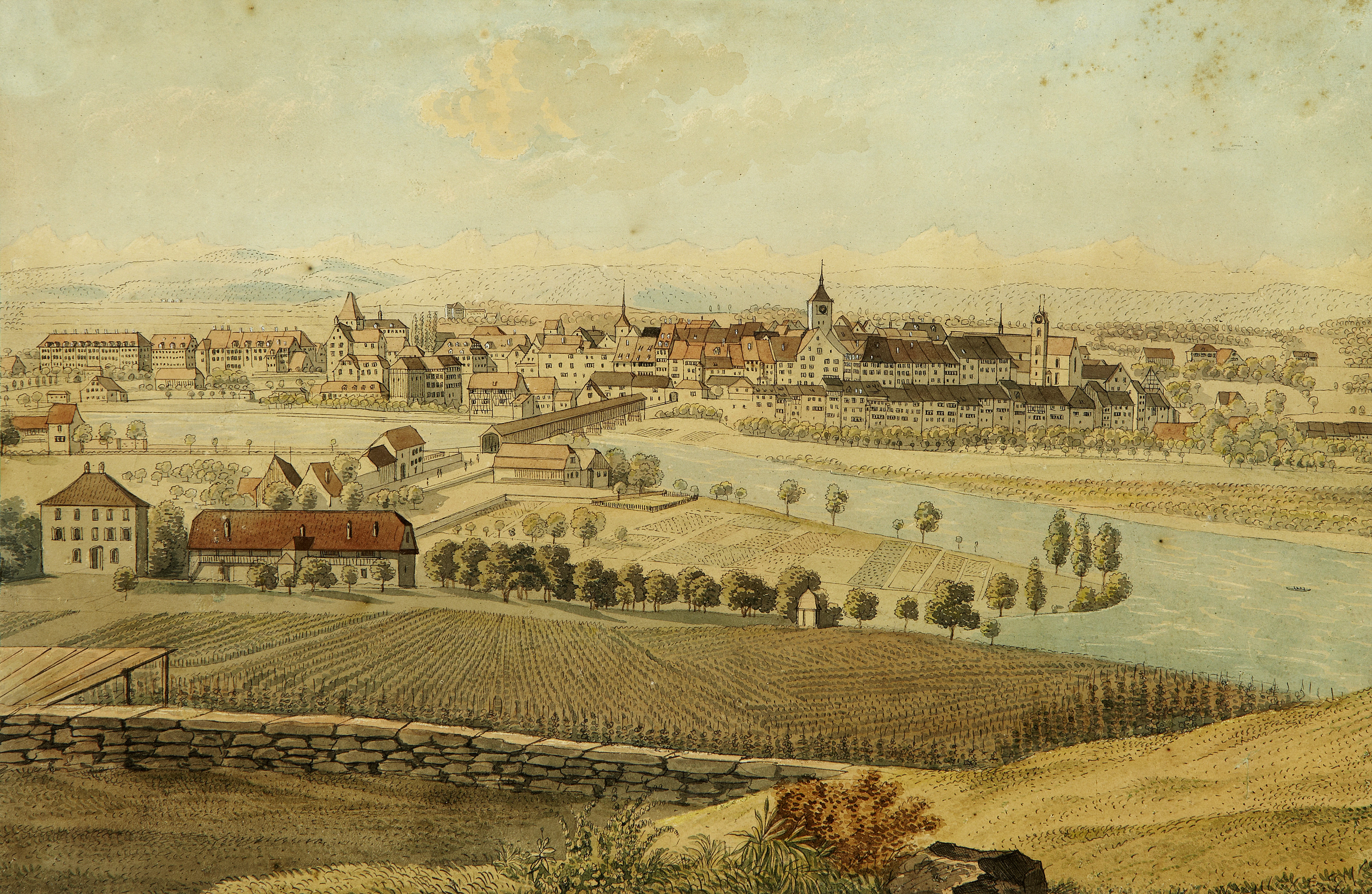
Aarau, Ansicht vom Hungerberg (ca. 1820).

1800 wurde Gautzsch in Aarau, wo zwei Jahre zuvor die Helvetische Republik ausgerufen worden war, Lehrer für Geschichte und Geografie an der oberen Knabenschule. Gleichzeitig gehörte er als Aktuar der Stadtschul- und später der Kantonsschulkommission an. 1801/02 führten Andreas Moser und Christian Würsten an den Stadtschulen die Unterrichtsmethode von Johann Heinrich Pestalozzi ein. Darüber berichtete Gautzsch der Munizipalität und der Gemeindekammer, wobei er die Methode „eines der vorzüglichsten Mittel zur Verbesserung des Elementarunterrichts“ nannte.
Er unterrichtete auch an der 1802 eröffneten Kantonsschule, und zwar Geografie, Geschichte und Latein. Dazu brachte er den zahlreichen Waadtländern unter den Schülern die deutsche Sprache bei. Anlässlich der Eröffnung des Instituts sagte der Präsident der Kantonsschulkommission (Lehrerkonferenz), Georg Franz Hofmann, im Zusammenhang mit dem „geographischen, historischen und staatistischen Unterricht“ von Gautzsch, der Geist der Zeit, dem sich auch die Schweiz nicht entziehen könne, verlange über die Grenzen hinaus eine „Annäherung und Verähnlichung der Menschen“. Mit seinen Lehrerkollegen setzte sich Gautzsch für den Deisten Moser ein, als dieser im Vorfeld der Konterrevolution von 1802 (Stecklikrieg) zur Zielscheibe einer Hetzkampagne wurde.

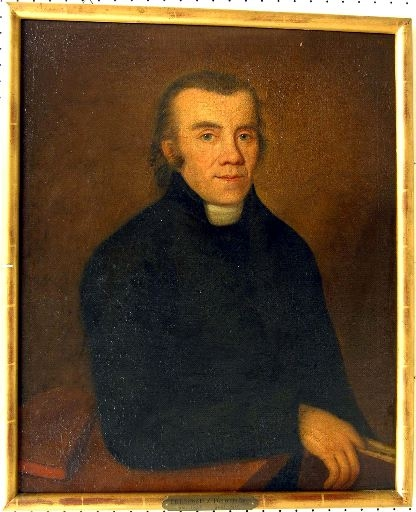
Pfarrer Peter Saluz, Gründer der Kantonsschule in Chur.

Der Dichter Franz Xaver Bronner, welcher 1803 als Aufseher in einem Pensionat für Kantonsschüler nach Aarau kam, beschreibt Gautzsch als „hochstämmigen, gutmütigen Mann, sehr fleissig in seinem Berufe“. Als 1804 ein Landsmann von Gautzsch, der Neuhumanist Ernst August Evers, Rektor der Kantonsschule wurde, verliessen der Mathematiker Johann Christian Martin Bartels sowie Gautzsch und Hofmann Aarau. Laut Bronner glaubten sie „die Beschränktheit der niederdeutschen Magister zu kennen, die meistens ausser ihren griechischen und lateinischen Schulbüchern kaum andere Kenntnisse besässen, und wollten einem solchen Schulherrn nicht untergeordnet sein“.
Gautzsch wurde im selben Jahr an der neu eröffneten evangelischen Kantonsschule in Chur angestellt, wo er Latein, Griechisch und Französisch, später auch Deutsch, Geschichte und Geografie unterrichtete. Vermittelt hatte ihm diese Stelle wohl Bartels, der 1802 die Tochter des Churer Rektors Peter Saluz (1758–1808) geheiratet hatte. Gautzsch dürfte in Chur die Methode Pestalozzis propagiert haben. Zu dessen Institut in Yverdon hielt er namentlich über den dort tätigen Hofmann Kontakt. Zusammen mit Saluz plante er, der Kantonsschule eine Elementarklasse anzugliedern. Nach dem Tod von Saluz veröffentlichte er dessen Biografie. 1810 erreichte er, dass Pestalozzi den Bündner Mathematiker Christian Tester (1784–1855) zum Lehrer ausbildete.

### Hauslehrer, Feldprediger, Übersetzer, Lektor

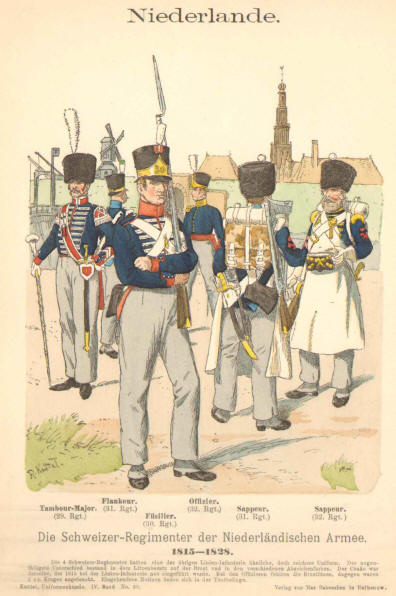
Schweizer Söldner
im Königreich der Vereinigten Niederlande.

1814 wurde der Neuhumanist Luzius Hold (1778–1752) aus Arosa, welcher Evers bei der Vertreibung der Pestalozzianer aus Aarau geholfen hatte, Rektor der Kantonsschule in Chur. Gautzsch scheint darauf von Hold zum zweiten Mal vertrieben worden zu sein, obwohl er 1816 das Bürgerrecht des Kantons Graubünden erhalten hatte. 1817 ging er als Hauslehrer nach Bergamo, wo es eine kleine reformierte Gemeinde gab. Er geriet dort aber in finanzielle Schwierigkeiten.
Nun besann sich Gautzsch auf seine Ausbildung als Theologe. 1819 wurde er in die rätische (bündnerische) Synode aufgenommen. 1820–1830 diente er als Feldprediger im Bündner Regiment Sprecher in den Vereinigten Niederlanden. Im Ruhestand übersetzte er 1833 eine einseitig negative Darstellung der Französischen Revolution von Guillaume Antoine Benoît, baron Capelle, einem ehemaligen Minister Karls X. Im selben Jahr wurde er Lektor honoris causa für hochdeutsche und italienische Sprache an der Universität Leiden – ein Amt, das er allerdings nicht mehr lange auszuüben vermochte.

## Werke
- Friedens-Lied[10] der Schuljugend gewidmet. (Aarau) 1801.
- Feyerlichkeits-Rede am Mayen-Zuge, gehalten von Friedrich Pfleger und Karl Pfleger, Schüler[11] (…) Aarau 1801.
- Lebensbeschreibung des sel. Professors und Pfarrers P. Salutz. In: Der neue Sammler, 4. Jahrgang, Chur 1808, S. 289–324; Separatdruck: Bregenz 1809; Neudruck: Bündner Monatsblatt, 1954, S. 289–312.
- Predigt, gehalten den 24ten August 1826, als am Jahrestage Seiner Majestät des Königs der Niederlande, Wilhelm I. 2., verbesserte Ausgabe, Haag 1831.
- Worte treuer Huldigung. Sr. Majestät dem König der Niederlande, Wilhelm I., an höchstdesselben Geburtstage, Den 24ten August 1832. Ehrfurchtsvoll geweiht von W. B. Gautzsch, Gewesenem Feldprediger des Schweizer Regiments n°. 31. Haag. (Gedicht.)
- Über den Ursprung und die Fortschritte des revolutionairen Geistes, von einem vormaligen Minister des Königs von Frankreich. Haag 1833. (Übersetzung von Guillaume Antoine Benoît, baron Capelle: De l’origine et des progrès de l’esprit révolutionnaire. Par un ancien ministre du Roi de France. La Haye 1833.)